# Curt Reicke
Curt Reicke (* 1883 in Pillau; † 1969 in Kiel) war ein deutscher Anglist, Gymnasiallehrer und Turner in Königsberg.

## Leben
Reicke studierte an der Albertus-Universität Königsberg Anglistik und wurde 1906 promoviert. Oberlehrer war er ab 1909 in Tilsit und ab 1911 am Löbenichtschen Realgymnasium. 1919 erhielt er an der Handelshochschule Königsberg eine Dozentur für Englische Sprache. Im Jahr der Königsberger Kant-Feier (1924) wurde er Studiendirektor des Körte-Lyceums. Er wurde 1926 zum Oberschulrat ernannt und erhielt 1931 den Titel eines Honorarprofessors. 1943 wurde er Oberstudiendirektor der Hindenburg-Oberrealschule. Als langjähriger Vorsitzender des Königsberger Turnclubs (KTC) gehörte er zu den führenden Männern der Turnens. Als die Rote Armee Ostpreußen erobert hatte, wurde er in ein Lager im Samland verschleppt. Es gelang ihm, nach Berlin zu entkommen. Er setzte sich dafür ein, dass das Steinbart-Gymnasium in Königsbergs Patenstadt Duisburg eine Patenschaft für das Löbenichtsche Realgymnasium übernahm.